# Rapaninae
Sous-famille
Les Rapaninae sont une sous-famille de mollusques gastéropodes de la famille des Muricidae.

## Liste des genres
Selon World Register of Marine Species (9 mai 2016) :
- genre Acanthais Vermeij & Kool, 1994
- genre Agnewia Tenison-Woods, 1878
- genre Concholepas Lamarck, 1801
- genre Cymia Mörch, 1860
- genre Dicathais Macpherson & Gabriel, 1962
- genre Drupa Röding, 1798
- genre Drupina Dall, 1923
- genre Edithais Vermeij, 1998 †
- genre Indothais Claremont, Vermeij, Williams & Reid, 2013
- genre Jopas Baker, 1895
- genre Mancinella Link, 1807
- genre Menathais Iredale, 1937
- genre Nassa Röding, 1798
- genre Neorapana Cooke, 1918
- genre Neothais Iredale, 1912
- genre Phycothais Tan, 2003
- genre Pinaxia H. Adams & A. Adams, 1853
- genre Plicopurpura Cossmann, 1903
- genre  Purpura Bruguière, 1789
- genre Rapana Schumacher, 1817
- genre Reishia Kuroda & Habe, 1971
- genre Semiricinula Martens, 1904
- genre Stramonita Schumacher, 1817
- genre Taurasia Bellardi, 1882
- genre Thais Röding, 1798
- genre Thaisella Clench, 1947
- genre Thalessa H. Adams & A. Adams, 1853
- genre  Tribulus H. Adams & A. Adams, 1853
- genre Vasula Mörch, 1860
- genre Vexilla Swainson, 1840

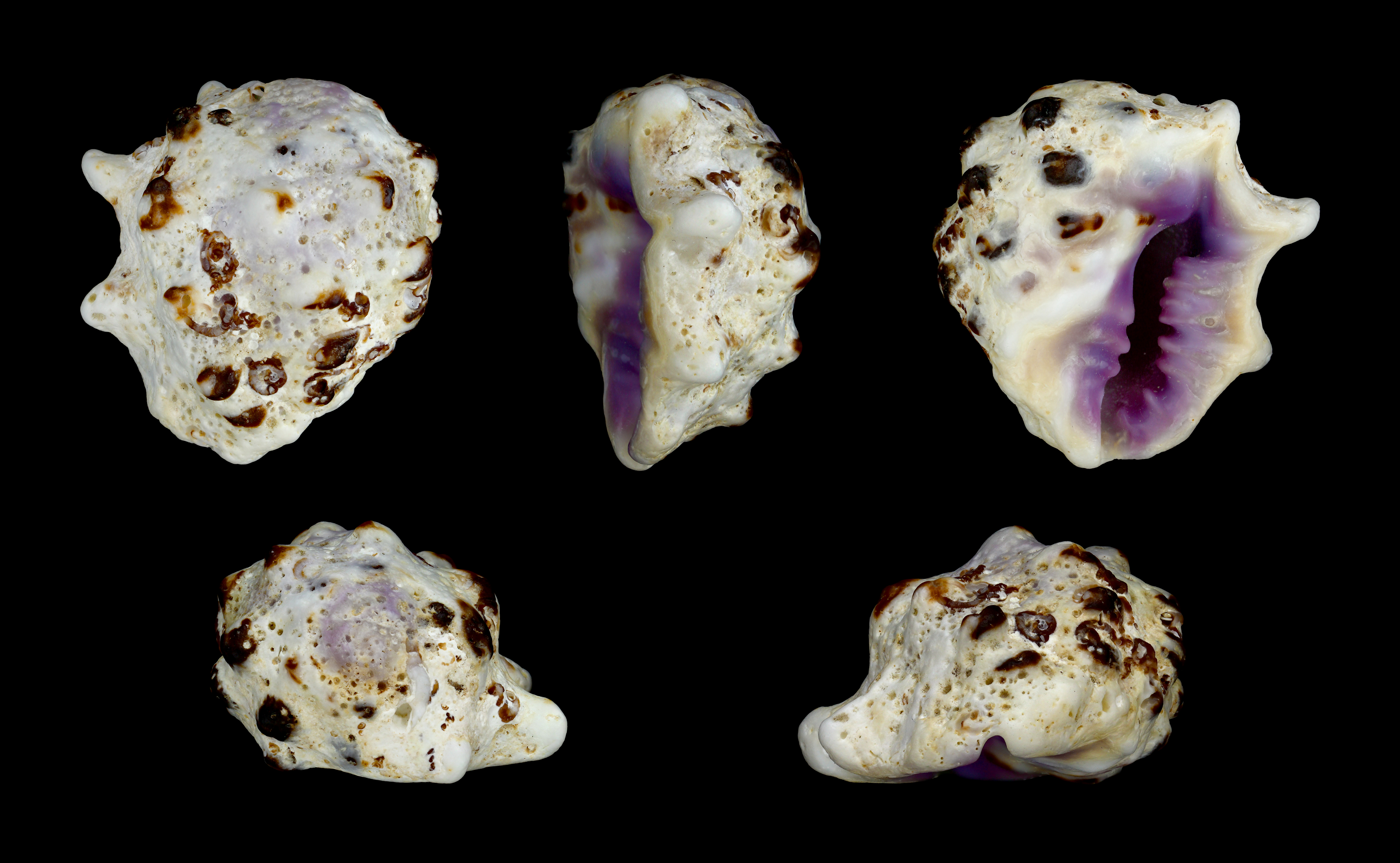
Drupa morum morum
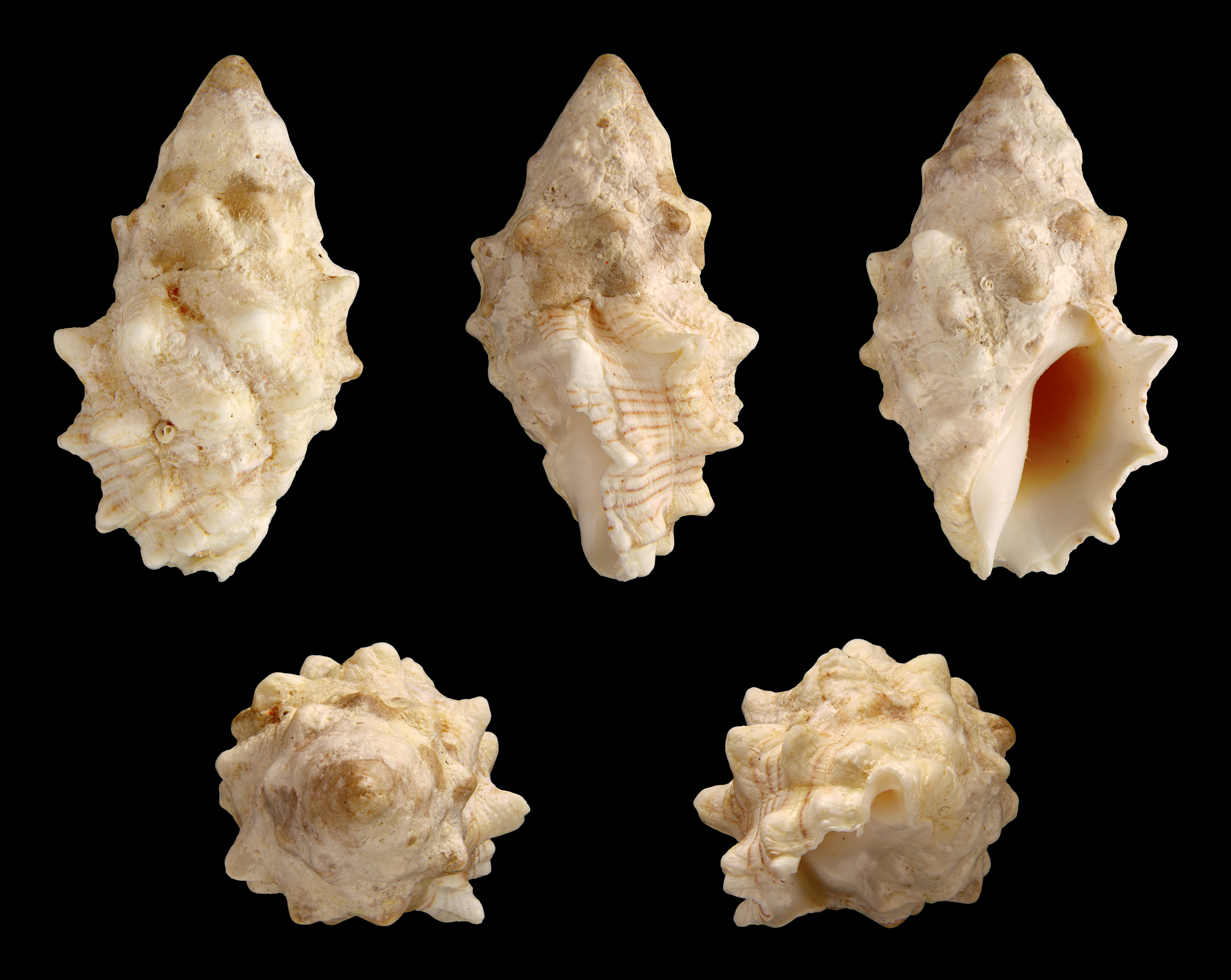
Drupella cornus
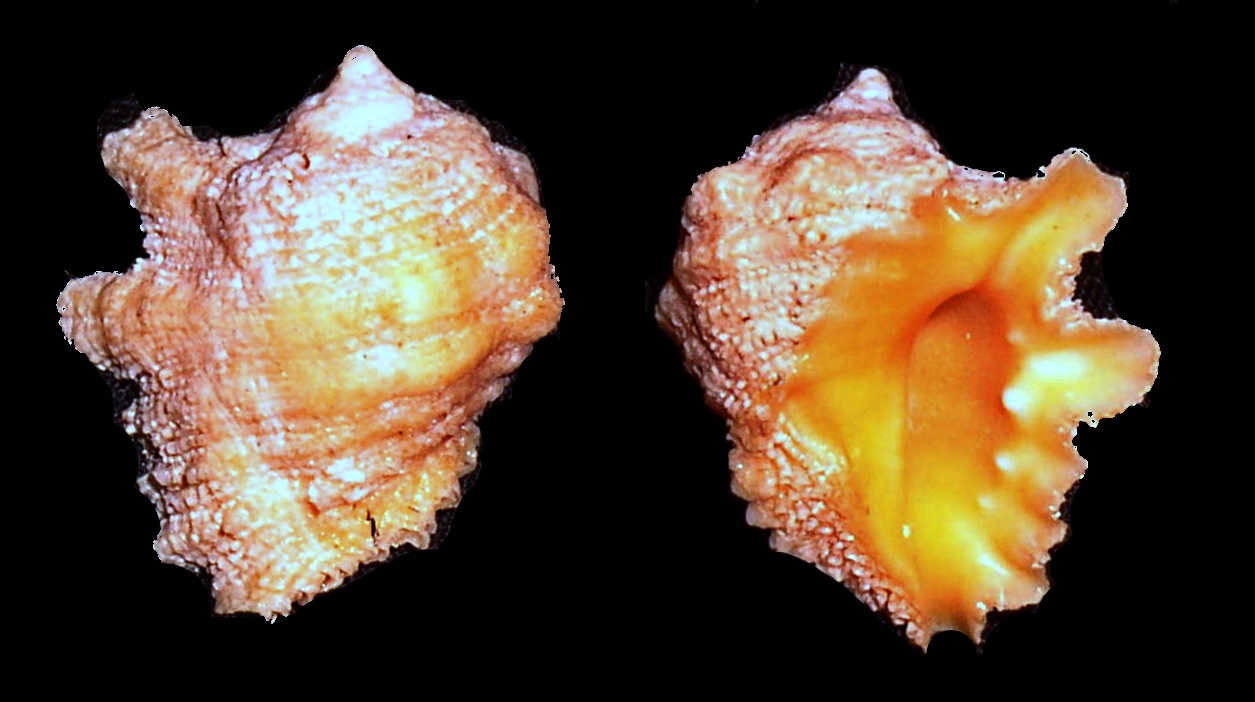
Drupina grossularia
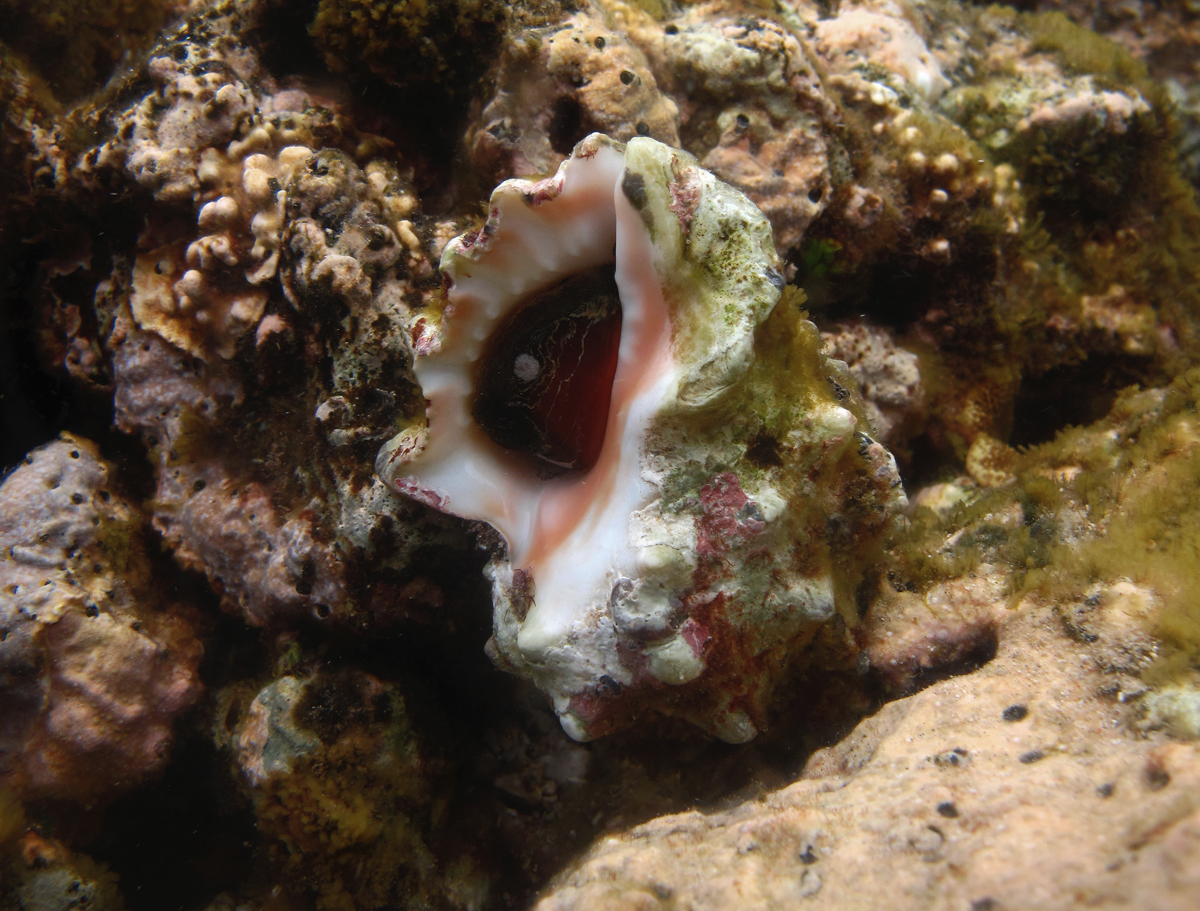
Mancinella armigera
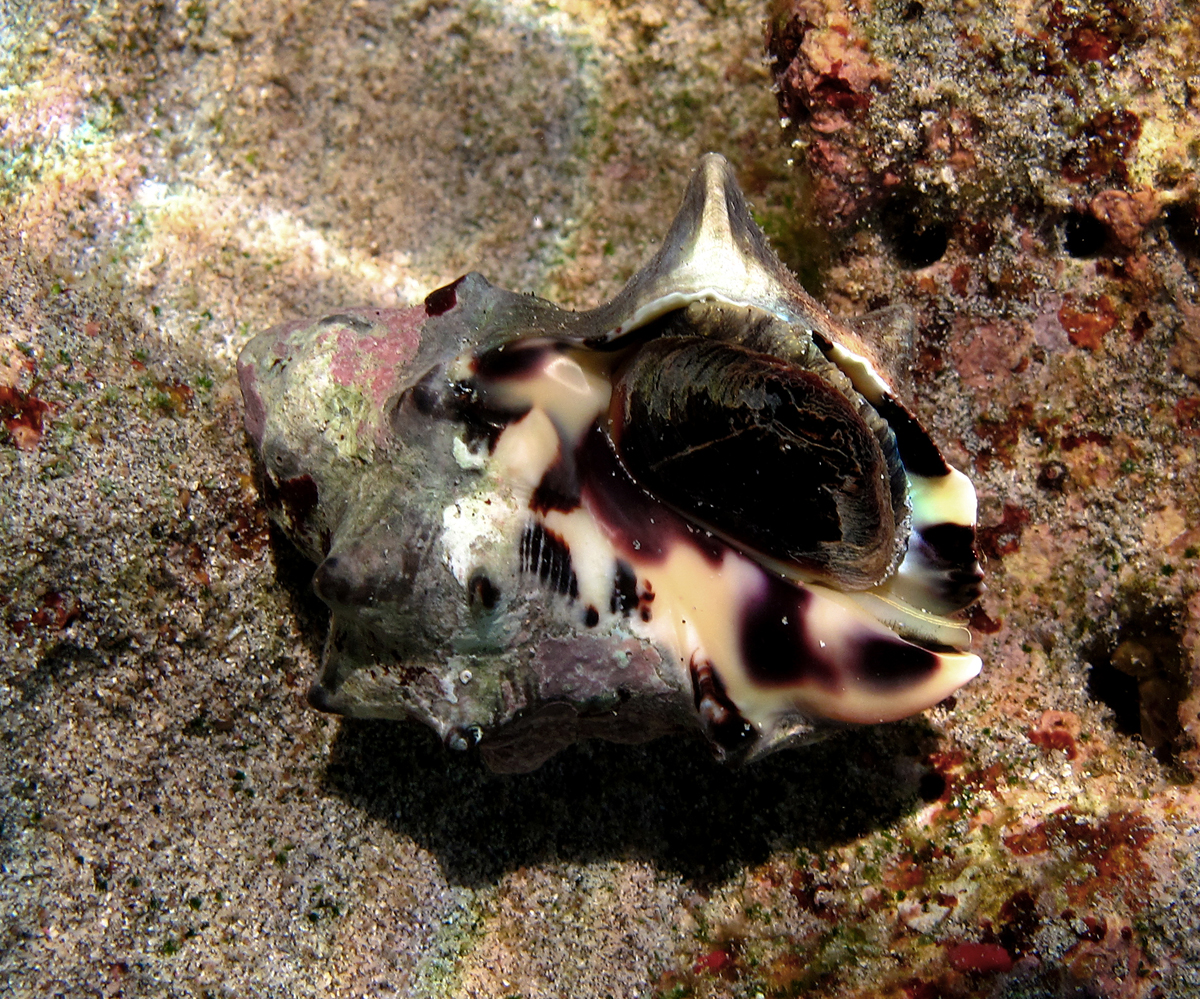
Menathais tuberosa
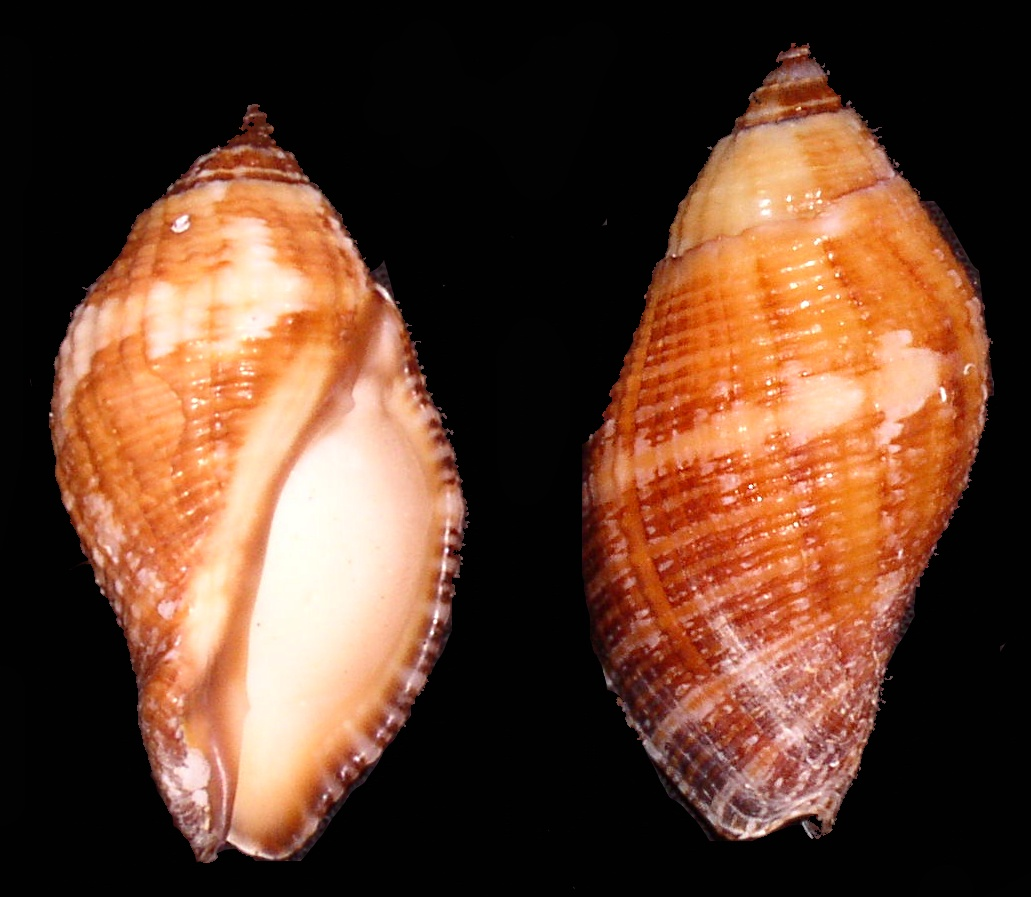
Nassa francolina
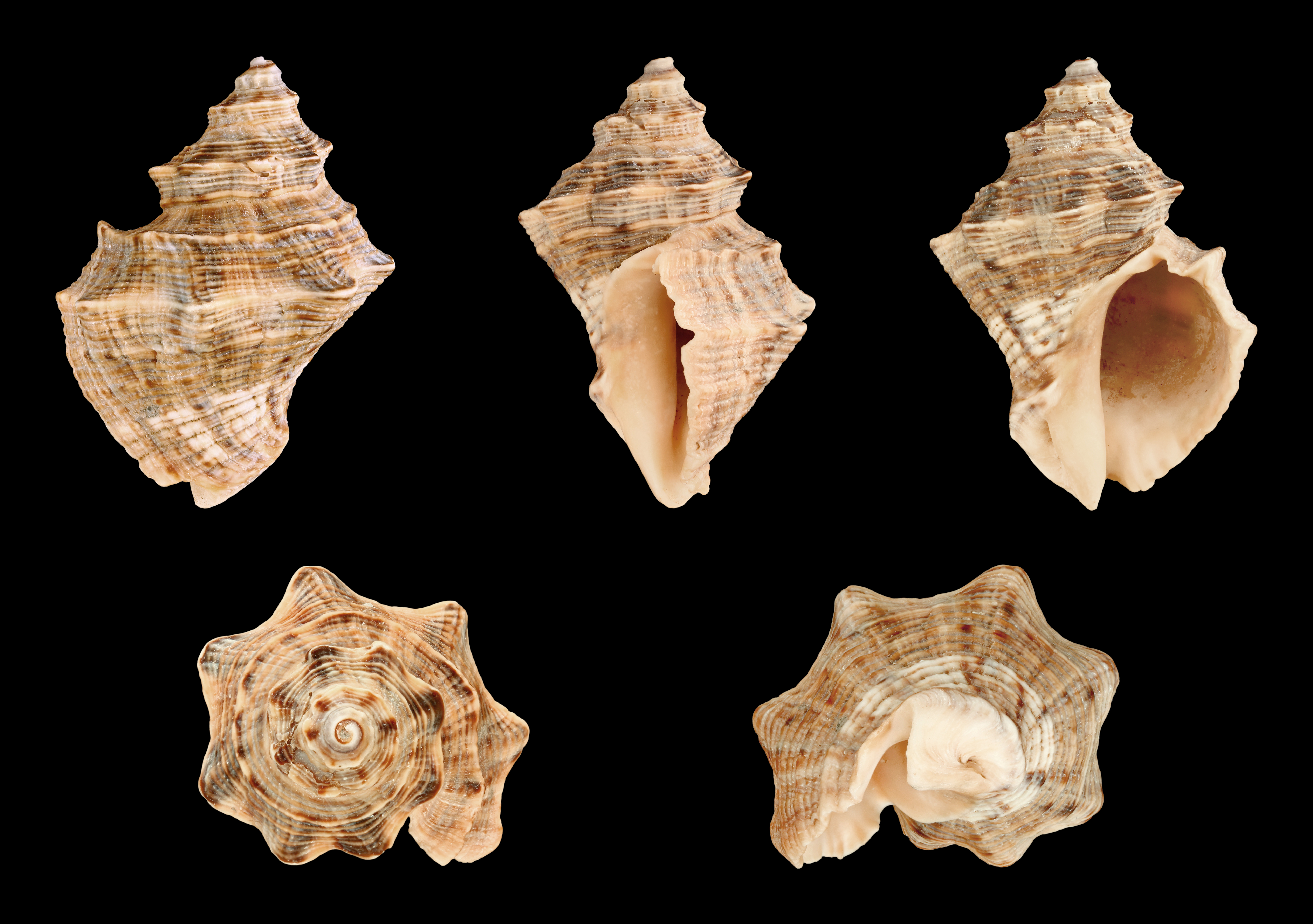
Indothais lacera
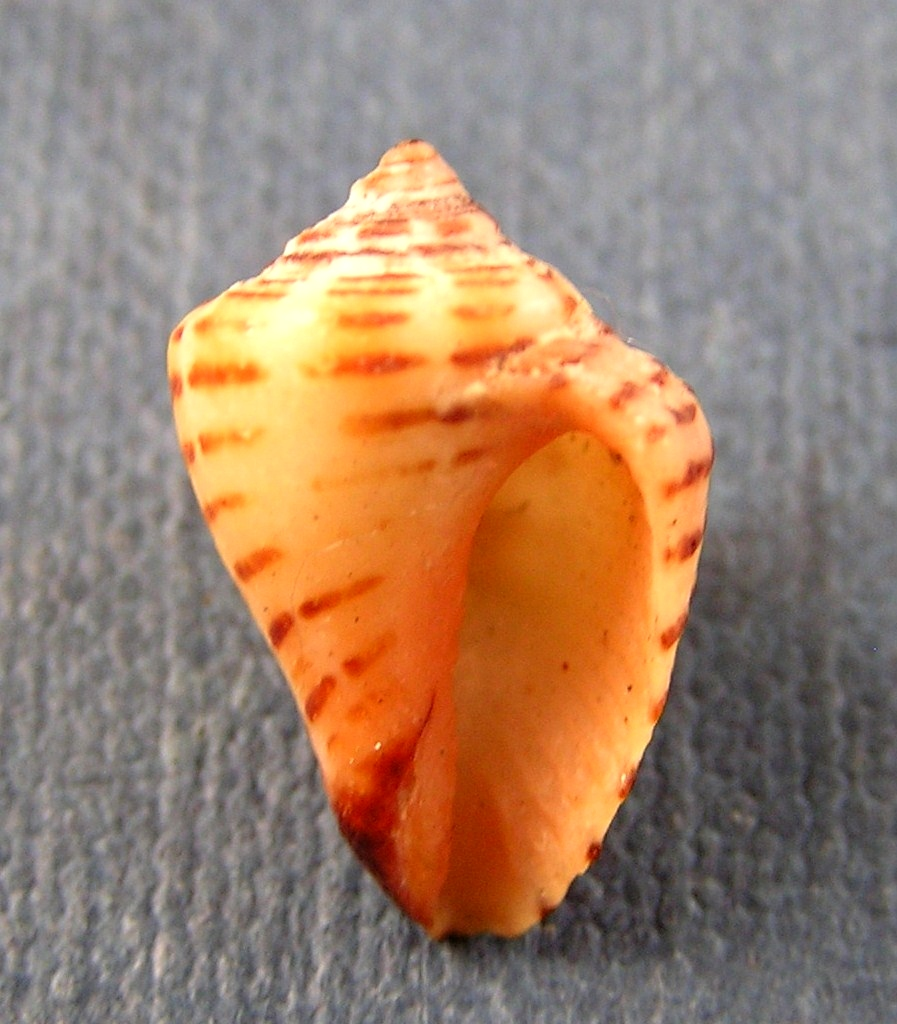
Pinaxia versicolor
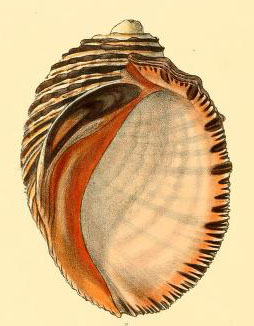
Plicopurpura patula
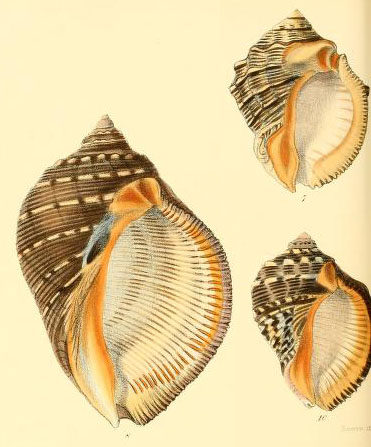
Purpura spp.
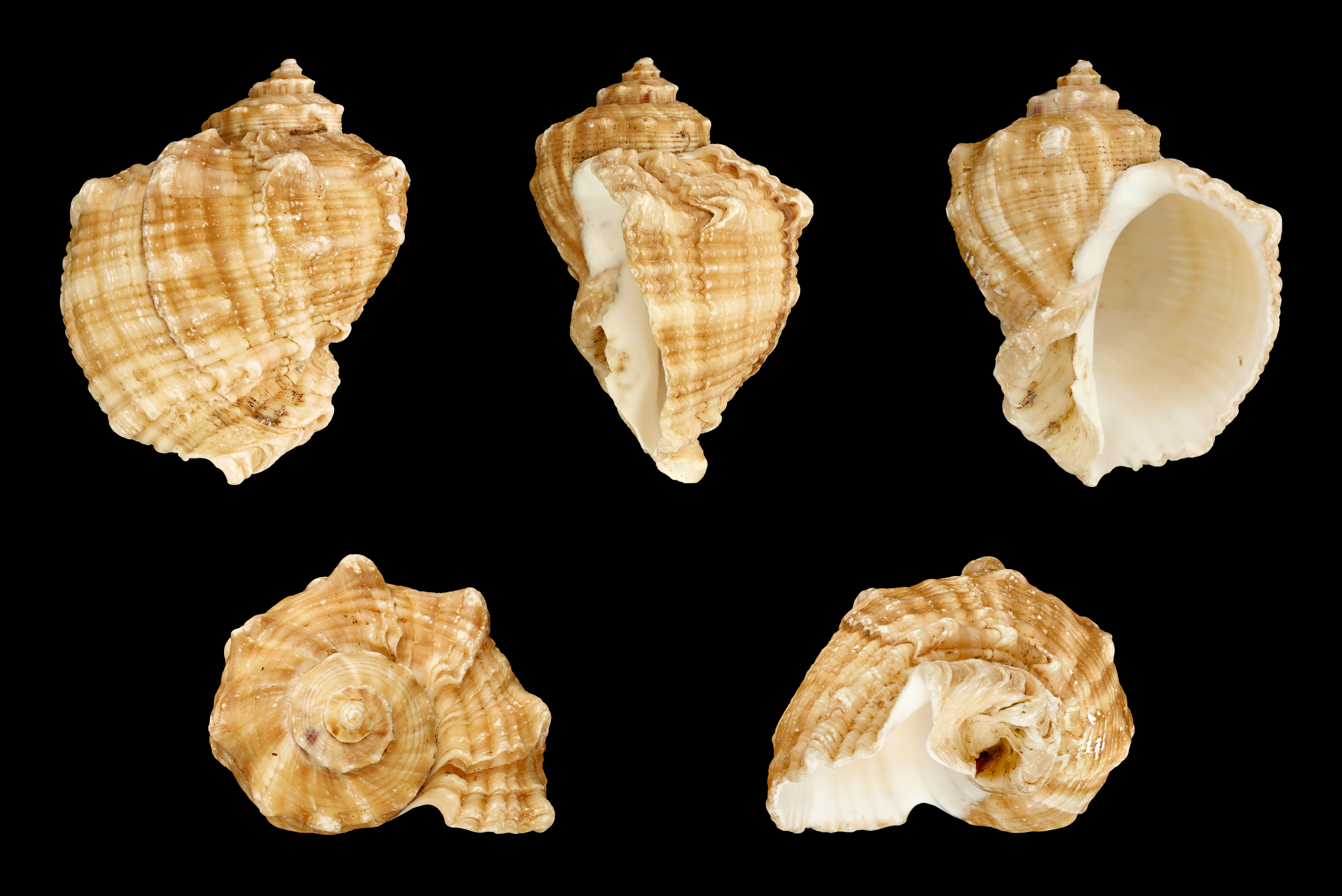
Rapana bezoar
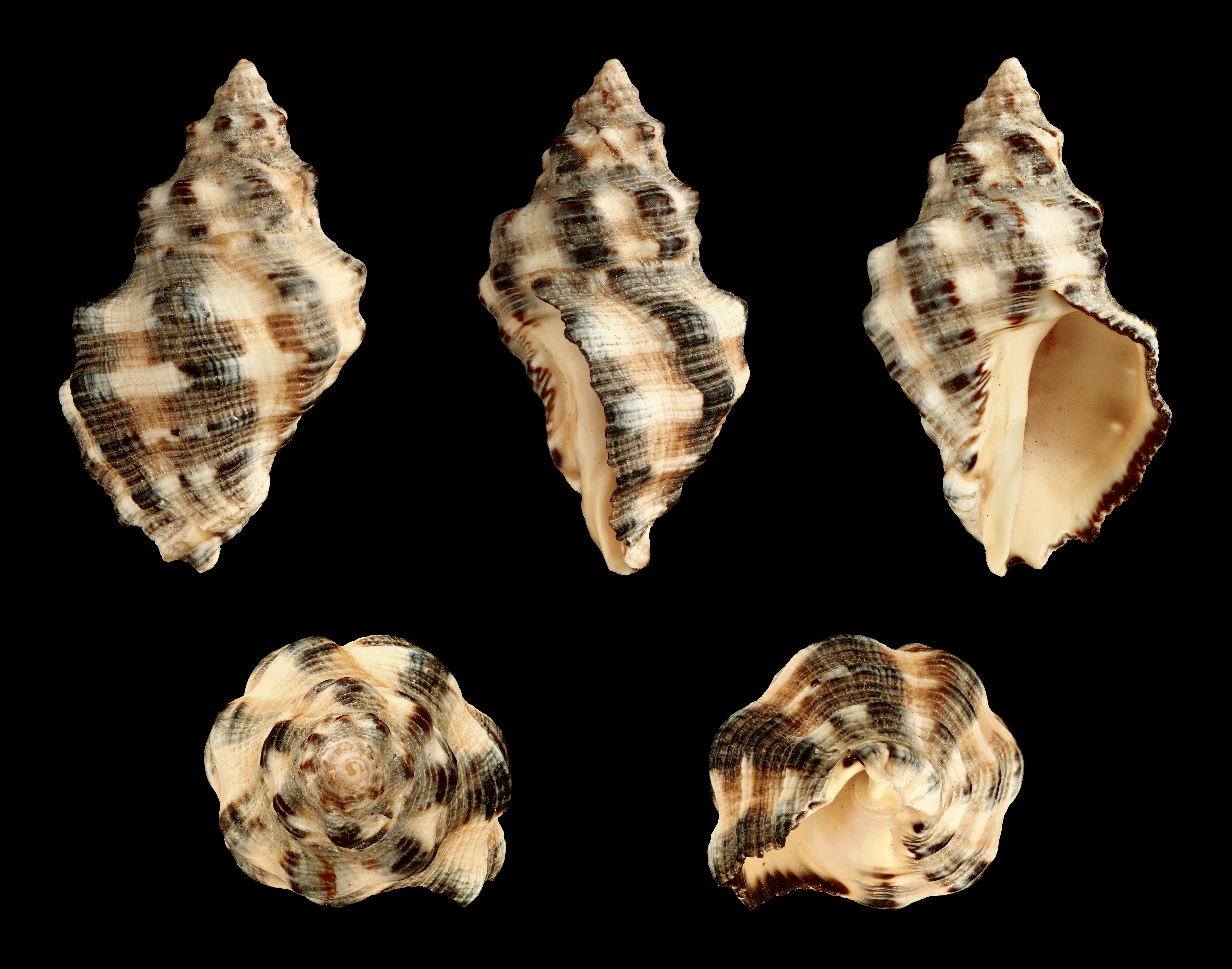
Reishia bronni
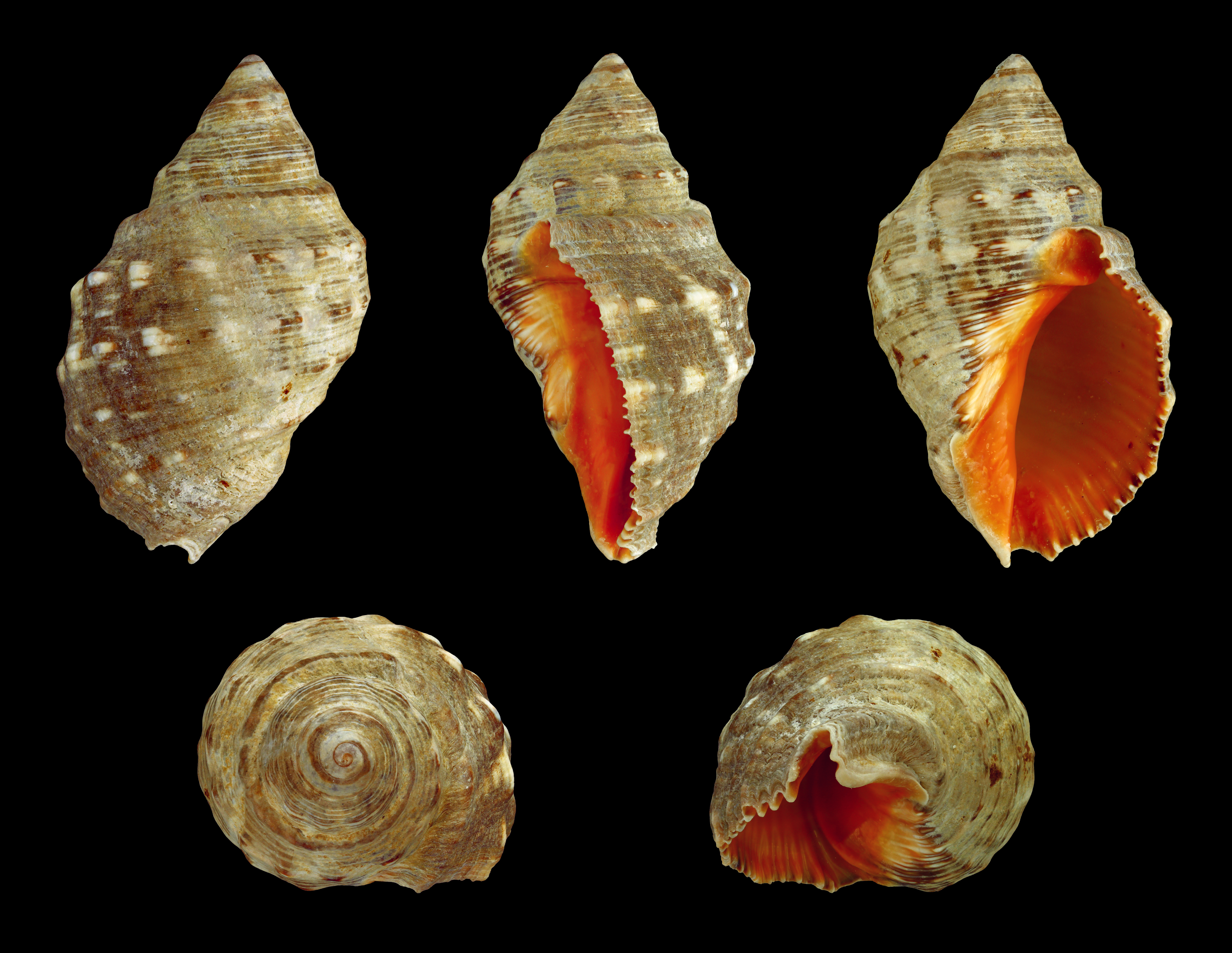
Stramonita haemastoma
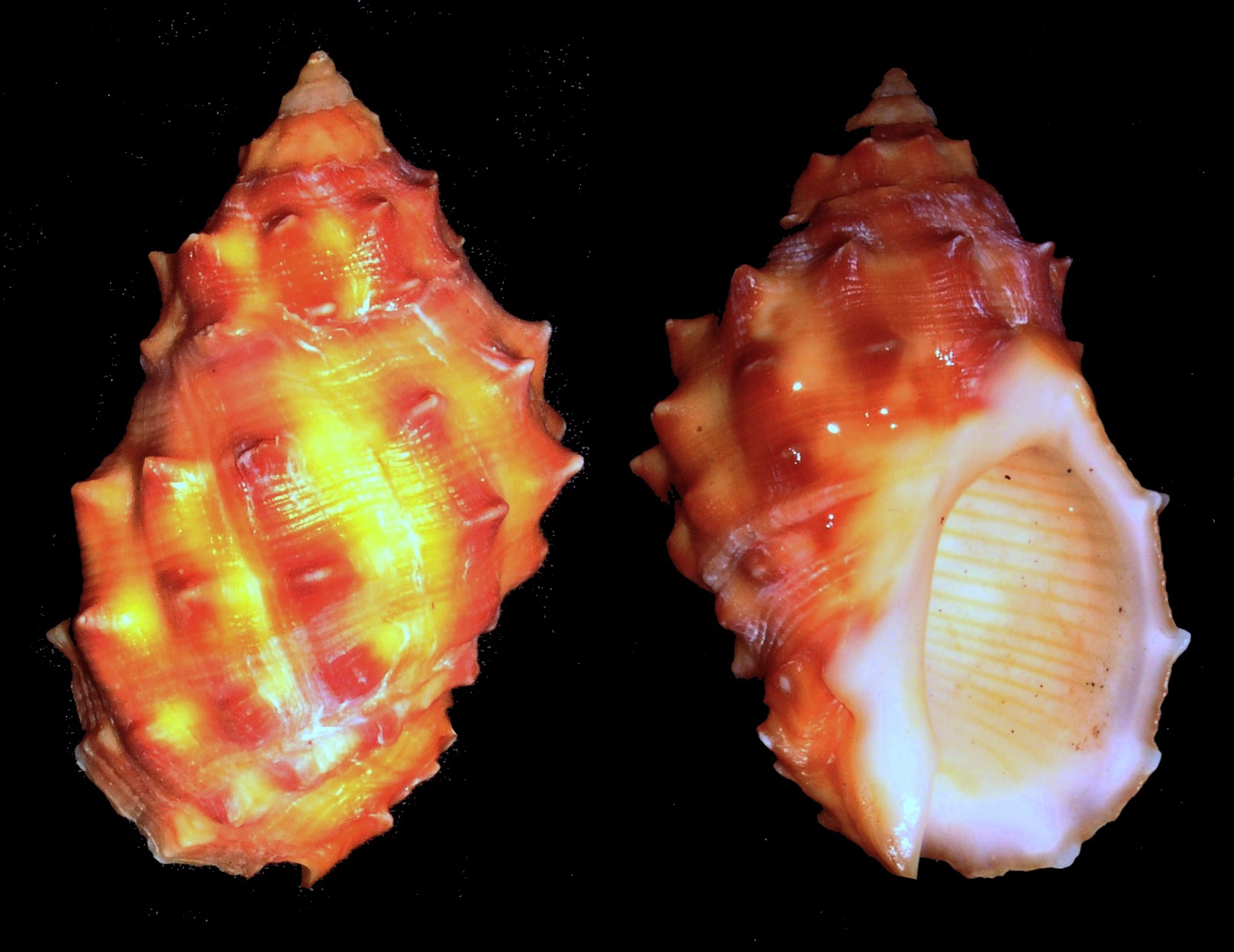
Thais mancinella
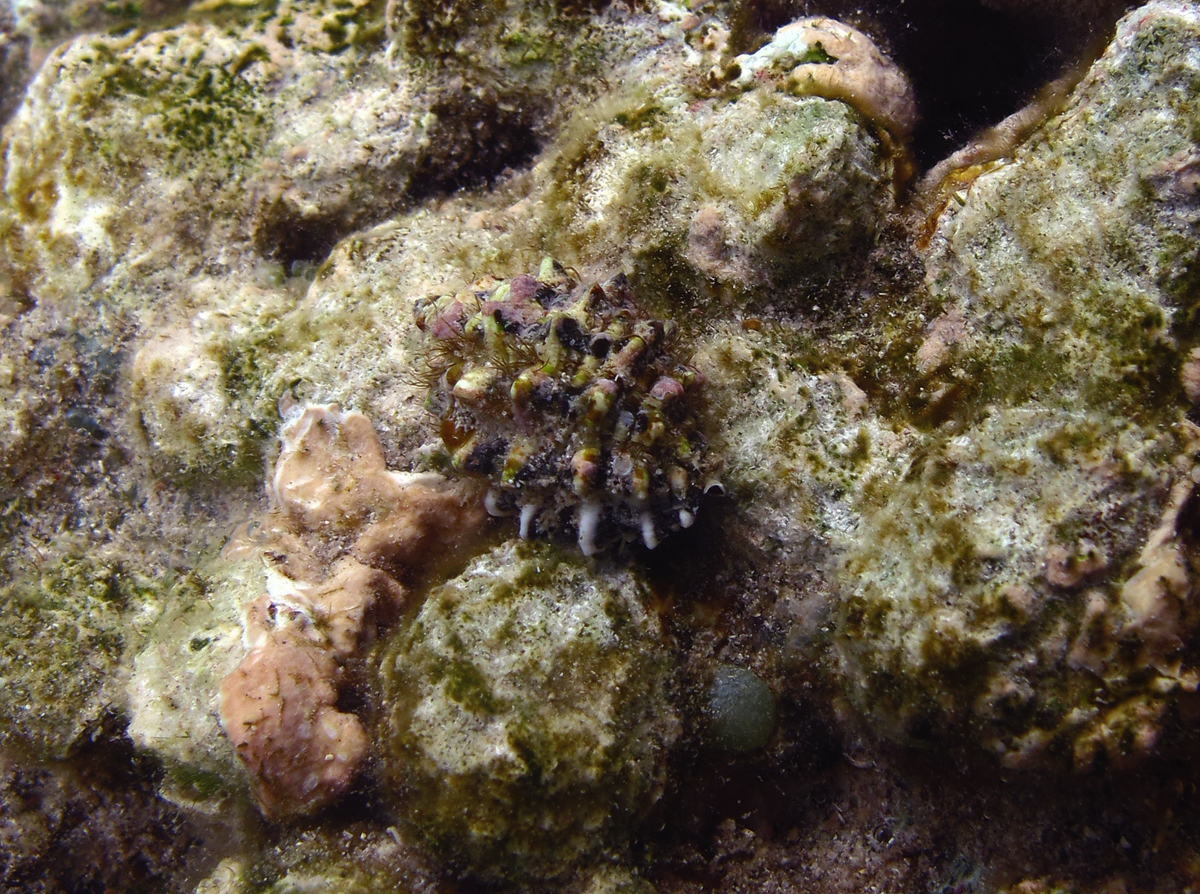
Thalessa cf. savignyi
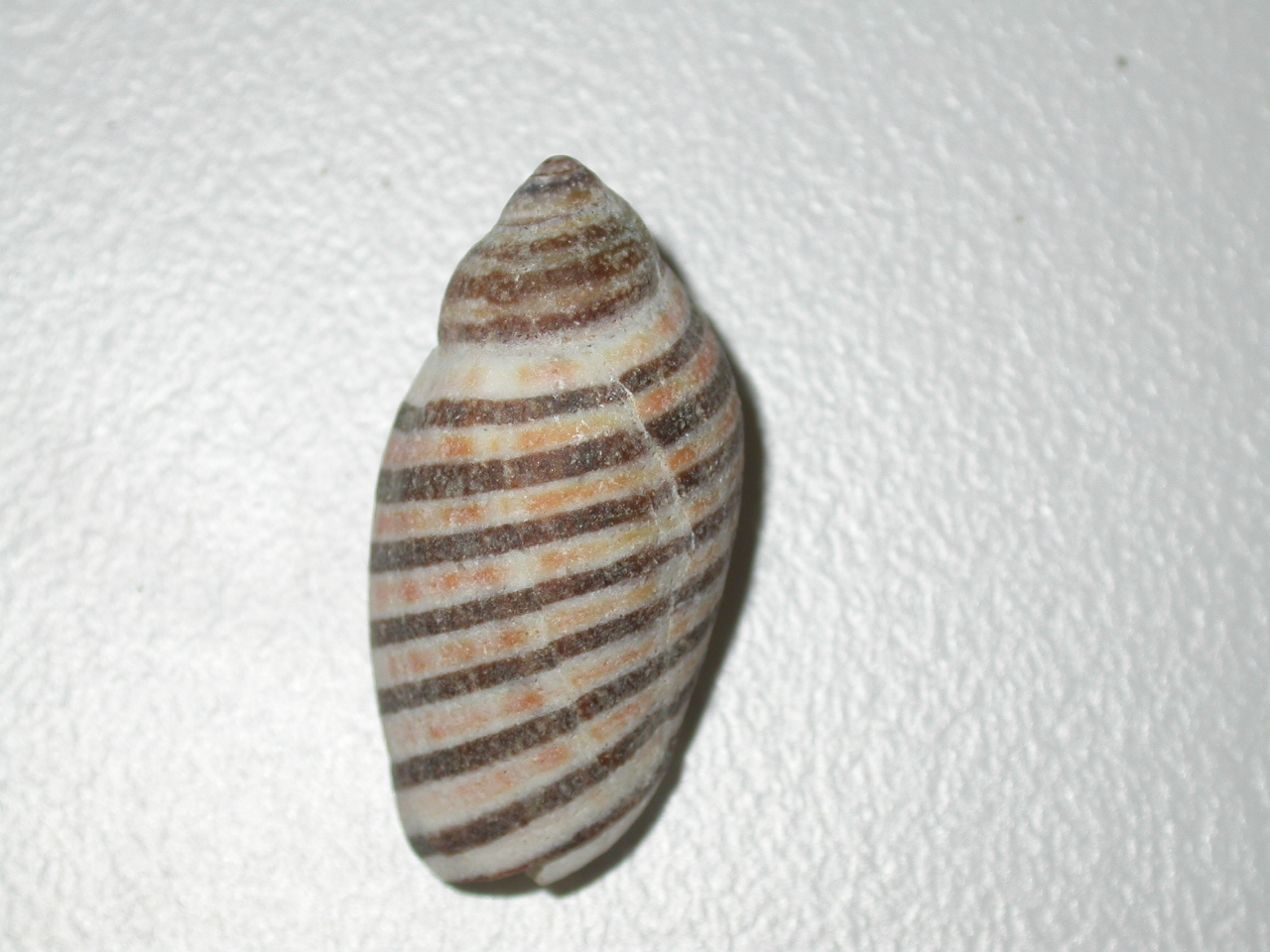
Vexilla vexillum